# Villeneuve-Saint-Denis
Villeneuve-Saint-Denis település Franciaországban, Seine-et-Marne megyében, amely néhány évig Jacques Henri Lartigue híres festő-fotográfusnak adott otthont. Lakosainak száma 1383 fő (2022. január 1.). Villeneuve-Saint-Denis Bailly-Romainvilliers, Favières, Jossigny, Neufmoutiers-en-Brie, Serris és Villeneuve-le-Comte községekkel határos.

## Népesség
A település népessége az elmúlt években az alábbi módon változott:
| Lakosok száma | 754  | 861  | 896  | 924  | 955  | 982  | 1193 | 1398 | 1383 |
|               | 2013 | 2015 | 2016 | 2017 | 2018 | 2019 | 2020 | 2021 | 2022 |